# دانیل شور
دانیل شور (انگلیسی: Daniel Schorr; ۳۱ اوت ۱۹۱۶ – ۲۳ ژوئیهٔ ۲۰۱۰) روزنامه‌نگار اهل ایالات متحده آمریکا بود؛ که بیش از ۶۰ سال خبرهای جهان را تحت پوشش قرار داد. او تا قبل از درگذشت از تحلیلگران ارشد اخبار رادیو ملی (NPR) ایالات متحده بود.
شور موفق به دریافت سه جایزه امی برای روزنامه‌نگاری در تلویزیون شد. جایزه امی یک جایزه آمریکایی است و خاص برنامه‌های تلویزیونی است و معادل جایزه اسکار، جایزه تونی و جایزه گرمی است.
وی همچنین برندهٔ جوایزی همچون جایزه پیبادی شده‌است.

## درگذشت
شور در تاریخ ۲۳ ژوئیه ۲۰۱۰ در یک بیمارستان در واشینگتن دی سی به دنبال یک بیماری ناگهانی درسن ۹۳ سالگی درگذشت. آخرین تحلیل خبری شور در رادیو ملی ایالات متحده آمریکا NPR در روز شنبه، ۱۰ ژوئیه ۲۰۱۰ پخش شد..